# Макгиллис, Том
Том Макгиллис (англ. Tom McGillis) — президент телекомпании Fresh TV Inc. Начинал он свою карьеру в 1998 году, как продюсер мультсериала «Боб и Маргарет». Вместе с Дженнифер Пертш он создал такие известные мультсериалы, как «6teen», «Остров отчаянных героев» и его продолжение — «Total Drama Action». Также является соисполнительным продюсером мультсериала «Stoked».

## Награды
В 2007 году получил премию «Award of Excellence» в области анимации за мультсериал «6teen». В 2008 году он и Дженнифер Пертш получили премию «Gemini Award» в номинации «Лучшая анимационная программа» за мультсериал «Остров отчаянных героев».